# Darney
Darney är en kommun i departementet Vosges i regionen Grand Est (tidigare regionen Lorraine) i nordöstra Frankrike. Kommunen ligger i kantonen Darney som tillhör arrondissementet Épinal. År 2022 hade Darney 1 078 invånare.

## Befolkningsutveckling
Antalet invånare i kommunen Darney
| Referens: INSEE |